# Karayme Bartley
Karayme Bartley (* 10. September 1995 in Lionel Town) ist ein jamaikanischer Leichtathlet, der hauptsächlich im 400-Meter-Lauf an den Start geht.

## Leben
Karayme Bartley wurde in Lionel Town, im südlich auf Jamaika gelegenen Clarendon Parish, geboren. Seine Mutter starb, als er sechs Jahre alt war. Fortan wurde er, zusammen mit seinen Geschwistern, vom Vater und ihrer Stiefmutter erzogen. Während seiner Schulzeit war er Mitglied des Schulchores. Er besuchte zunächst die Garvey Maceo High School, deren Leichtathletikteam er 2012 beitrat. Später wechselte er auf die North Street High School, an der er seine restlichen zwei Schuljahre verbrachte. Nach dem Abschluss verließ er die Heimat in Richtung Vereinigte Staaten, wo er 2015 ein Stipendium für das Iowa Central Community College erhielt. Anschließend matrikulierte er sich an der University of Iowa, wo er 2019 seinen Bachelorabschluss in Kommunikationswissenschaften machte. Für sein anschließendes Masterstudium im selben Fachgebiet erhielt er ein Stipendium für die Texas Tech University, für die er fortan ebenfalls als Athlet antrat. Ohne Stipendium wäre er nicht in der Lage gewesen für die Studiengebühren aufkommen zu können.

## Sportliche Laufbahn
Bartley bestritt im Jahr 2013 seine ersten Wettkämpfe gegen die nationale Konkurrenz und erreichte auf Anhieb in seinem ersten Jahr das Finale bei den Schulmeisterschaften Jamaikas im 400-Meter-Lauf. Nach seinem Wechsel in die USA konnte er schnell neue Bestzeiten über 200 und über 400 Meter aufstellen. 2017 verbesserte er sich über 400 Meter auf 46,47 s. 2019 belegte er den dritten Platz im Finale des 200-Meter-Laufes bei den Hallenmeisterschaften der 1. Division der NCAA-Meisterschaften. Im Sommer steigerte er sich über 400 Meter auf 45,80 s. Zum Ende der Saison erreichte er beinahe einen Punkt, an dem er dem Leistungssport den Rücken zukehren wollte. Er hatte bereits berufliche Pläne geschmiedet. Schließlich war es sein Teamkollege, der Dreispringer Odaine Lewis, der ihn um die Jahreswende 2019/2022 überzeugte an die Uni nach Texas zu wechseln. Bartley folgte dem Vorschlag und fand bald darauf wieder die Freude am Leistungssport. 2021 lief er im April in 20,42 s die bis dahin schnellste Zeit eines Jamaikaners in diesem Jahr, weswegen er sich berechtigte Hoffnungen auf einen Start über diese Distanz bei den Olympischen Sommerspielen machen konnte. Im Sommer trat er zum ersten Mal bei den Jamaikanischen Meisterschaften an und wurde in 45,17 s Dritter. Aufgrund einer Oberschenkelverletzung hatte er kurzfristig den Fokus auf die komplette Stadionrunde, anstelle der 200 Meter, gelegt um seine Chancen auf ein Olympiaticket zu wahren. Schließlich wurde er allerdings auch für die 400 Meter nicht berücksichtigt. Stattdessen war er allerdings für die Staffeln gesetzt. Zunächst trat er mit der Mixed-Staffel im Vorlauf der 4-mal-400-Meter an. Als Dritte des Laufes erreichte man das Finale, in dem die Staffel schließlich den siebten Platz belegte. Zum Ende der Leichtathletikwettbewerbe bestritt Bartley auch den Vorlauf der 4-mal-400-Meter-Staffel der Herren. Als Zweitplatzierte des Vorlaufes erreichte man das Finale, in dem die Staffel, ohne Bartley, den sechsten Platz belegte.
2022 wurde Bartley Vierter bei den Jamaikanischen Meisterschaften. Im Juli nahm er in den USA an seinen ersten Weltmeisterschaften teil und landete mit der Mixed-Staffel auf dem fünften Platz. Zum Abschluss der Weltmeisterschaften konnte er mit der Männerstaffel die Silbermedaille über die 4-mal-400-Meter gewinnen.

## Wichtige Wettbewerbe
| Jahr                | Veranstaltung           | Ort                 | Platz               | Disziplin           | Zeit                |
| Startet für Jamaika | Startet für Jamaika     | Startet für Jamaika | Startet für Jamaika | Startet für Jamaika | Startet für Jamaika |
| ------------------- | ----------------------- | ------------------- | ------------------- | ------------------- | ------------------- |
| 2021                | Olympische Sommerspiele | Tokio               | 7.                  | 4 × 400 m (Mixed)   | 3:14,95 min         |
| 2021                | Olympische Sommerspiele | Tokio               | 6.                  | 4 × 400 m           | 2:58,76 min         |
| 2022                | Weltmeisterschaften     | Eugene              | 5.                  | 4 × 400 m (Mixed)   | 3:12,71 min         |
| 2022                | Weltmeisterschaften     | Eugene              | 2.                  | 4 × 400 m           | 2:58,58 min         |

## Persönliche Bestleistungen
Freiluft
- 100 m: 10,87 s, 16. April 2016, Wichita
- 200 m: 20,42 s, 23. April 2021, Lubbock
- 400 m: 45,17 s, 27. Juni 2021, Kingston

Halle
- 200 m: 20,60 s, 13. Februar 2021, Lubbock
- 400 m: 46,25 s, 23. Februar 2019, Ann Arbor